# De diefstal van de spirit
De diefstal van de spirit is het dertiende stripalbum uit de reeks Lefranc, bedacht en geschreven door Jacques Martin en getekend door Gilles Chaillet. De inkleuring is gedaan door Chantal Defachelle.
De eerste publicatie was ook meteen het eerste album. Het album werd in juni 1998 uitgegeven door uitgeverij Casterman als softcover met nummer 13 in de serie Lefranc. 
Deze uitgave kent verschillende herdrukken, in ieder geval in 2001, 2002, 2005 en 2008.

## Het verhaal
Journalist Guy Lefranc is in Washington D.C. omdat hij bericht heeft gekregen dat Axel Borg zich daar ophoudt. Al snel krijgen ze contact en Lefranc gaat samenwerken bij de FBI. 
Dan blijkt waar het Borg om te doen was: hij steelt de Spirit of St. Louis, het vliegtuig van Charles Lindbergh uit het National Air and Space Museum en brengt het per helikopter over naar een schip in de internationale wateren.
Lefranc gaat met Amerikaanse steun de mogelijke bestemmingen na en vindt in Ierland Borg terug. Lefranc verblijft bij de familie van Maureen Kinley. Ze ontdekken dat Borg wacht op een vliegtuigmecanicien en vermomd verschaft Lefranc zich toegang tot het vliegtuig. Hij weet de motor aan de praat te krijgen. Na enige voorbereiding gaat hij er met het vliegtuig vandoor richting de Verenigde Staten. Borg die doorheeft dat hij met Lefranc te maken heeft, stuurt een vals bericht de wereld in dat er een bom aan boord is van het vliegtuig en dat de terrorist aan boord Washington D.C. wil aanvallen. Dit valse bericht wordt echter ontkracht en de Amerikaanse luchtmacht begeleidt Lefranc naar zijn einddoel, dat hij nipt weet te halen, waarmee hij Lindbergs bravourestuk in feite verbetert, aangezien hij tegen de wind invliegt, waar Lindbergh hem mee had. Oceaanvluchten in de tijd van Lindbergh gingen daarom altijd van west naar oost. 